# Jack Aitchison
Jack Aitchison, född 5 mars 2000 i Fauldhouse, är en skotsk fotbollsspelare som spelar för Alloa Athletic, på lån från Celtic.

## Karriär
Den 15 maj 2016 debuterade Aitchison för Celtic i en 7–0-vinst över Motherwell, där han byttes in i den 75:e minuten mot Tom Rogic. Aitchison gjorde även mål i matchen och blev då Celtics yngsta målskytt vid en ålder av 16 år och 71 dagar.
Den 31 augusti 2018 lånades Aitchison ut till Dumbarton. Den 18 januari 2019 lånades han ut till Alloa Athletic på ett låneavtal över resten av säsongen 2018/2019.